# Eric Harrison (atleta)
Eric Harrison (18 de febrero de 1999) es un deportista de Estados Unidos que compite en atletismo. Ganó una medalla de bronce en el Campeonato Mundial de Atletismo Sub-20 de 2018, en la prueba de 100 m.